# Yukitoshi Ito
Yukitoshi Ito (伊東 幸敏 Ito Yukitoshi; Shizuoka, 20 de julho de 1990) é um ex-futebolista japonês que atuava como defensor.

## Carreira
Ito começou a carreira no Kashima Antlers.

## Títulos
Kashima Antlers
- Copa da Liga Japonesa: 2012
- Copa Suruga Bank: 2012, 2013